# Massacre de janvier 1998 à Gisenyi
Au Rwanda, à Gisenyi, le massacre de janvier 1998 est un massacre des employés de la société Bralirwa (Heineken) qui fait près de 40 morts. 
Il est perpétré le matin du 19 janvier 1998 par des miliciens Interahamwe et des membres des ex-FAR ayant intercepté le bus transportant des travailleurs de la Brasserie Bralirwa, et tenté de séparer les Hutus des Tutsis avant d'ouvrir le feu, d'incendier et de décapiter les victimes.

## Déroulement
Selon l'AFP, l'attaque d'un bus transportant une centaine d'employés de la Bralirwa (Brasseries et Limonaderies Rwandaises, appartenant à Heineken) fait entre 40 et 80 morts ou environ 40 selon la préfecture de Gisenyi et l'Agence Rwandaise d'Informations.  

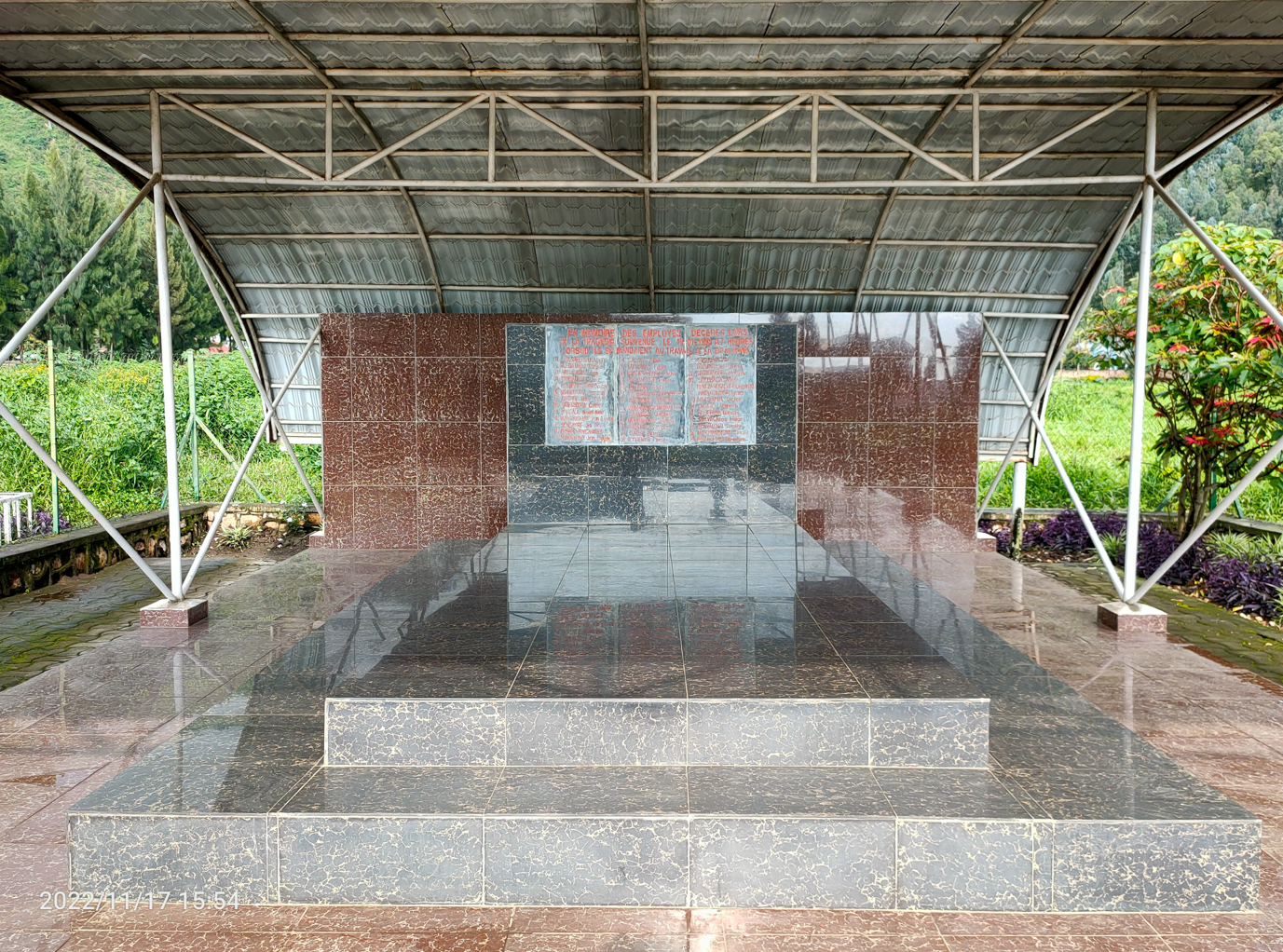
Mur commémoratif du massacre des occupants du bus de Bralirwa en janvier 1998 à Gisenyi (photo en novembre 2022)

Selon des survivants, les assaillants sont des  miliciens Interahamwe et membres des ex-FAR ayant re - traversé la frontière vers le Rwanda et qui auraient intercepté l'autobus et tenté de séparer les passagers Hutus des Tutsis. Devant le refus des passagers, les assaillants ouvrent le feu, incendient le bus, brulant et décapitant certaines victimes.  

## Contexte
Le matin du 19 janvier 1998, un bus transporte approximativement 80 passagers. Ce sont principalement des employés de la Brasserie et limonaderie du Rwanda (Bralirwa). Il est pris en embuscade sur la route principale, qui longe le lac Kivu vers le sud de la ville de Gisenyi, à quelques kilomètres de la brasserie, dans la commune de Nyamyumba. Cette commune héberge le site de l'usine Bralirwa et les sources d'eau chaude sur le lac Kivu.  
Les assaillants tirent sur les pneus du bus, y versent de l'essence et mettent le feu. Les passagers piégés à l'intérieur sont brûlés vifs. Une dizaine de personnes qui tentent de s'enfuir sont abattues à l'extérieur du bus. Au total, approximativement 40 Hutus et des Tutsis sont tués et autant grièvement blessés.  

## Suites
En novembre 2022, un mur commémoratif porte les noms de 39 victimes. Ce mur est construit derrière le Mémorial du génocide des Tutsis à Gisenyi. Parmi les victimes figurent Jean Munyamashara, Barnabé Ruberwa, Gonzalve Karangura, Athanasie Muhimpundu, Bishirandora, Marie Masengesho, Adamu et son épouse, Maisha Munyakazi, Vénuste, Ignace Habyarimana, Godefroid, Jean-Damascène et Aimé.  
Des personnes interrogées attribuent l'attaque à des groupes armés infiltrés,. Cependant, quelques-uns ont affirmé que les responsables de l'attaque étaient peut-être des soldats de l'APR. 